# Tufão Lupit (2009)
O tufão Lupit (designação internacional: 0920; designação do JTWC: 22W; designação filipina: tufão Ramil) foi um intenso ciclone tropical que ficou ativo no Pacífico Noroeste em meados de outubro de 2009. Sendo o vigésimo oitavo sistema tropical, a vigésima tempestade tropical dotada de nome e o décimo primeiro tufão da temporada de tufões no Pacífico de 2009, Lupit formou-se de uma área de perturbações meteorológicas a sudeste das ilhas Marianas do Norte em 14 de outubro. Seguindo inicialmente para oeste-noroeste, o sistema se intensificou para uma tempestade tropical ainda naquele dia, e se intensificou para uma tempestade tropical severa, segundo a Agência Meteorológica do Japão, em 16 de outubro. A partir de então, Lupit começou a se intensificar mais rapidamente e se tornou um tufão ainda naquele dia. A partir de então, Lupit começou a sofrer intensificação explosiva e se tornou um super tufão, segundo o Joint Typhoon Warning Center (JTWC) em 18 de outubro, e atingiu seu pico de intensidade horas mais tarde, com ventos máximos sustentados de 260 km/h (1 minuto sustentado), segundo o JTWC, ou 175 km/h (10 minutos sustentados), e uma pressão atmosférica mínima central de 930 mbar. Logo em seguida, Lupit começou a se enfraquecer assim que as condições meteorológicas ficaram mais desfavoráveis. O ciclone deixou de ser um super tufão, segundo o JTWC, em 19 de outubro, e se enfraqueceu para uma tempestade tropical severa, segundo a AMJ, em 23 de outubro. Ao mesmo tempo, Lupit começou a seguir para nordeste, e se tornou um ciclone extratropical em 26 de outubro, quando a AMJ e o JTWC emitiram seus avisos finais sobre o sistema.
Apesar de sua intensidade, Lupit não afetou qualquer região costeira com severidade. Apenas a Administração de Serviços Atmosféricos, Geofísicos e Astronômicos das Filipinas (PAGASA) emitiu alertas de tempestades em 23 de outubro devido à proximidade de Lupit à costa nordeste de Luzon, norte das Filipinas.

## História meteorológica

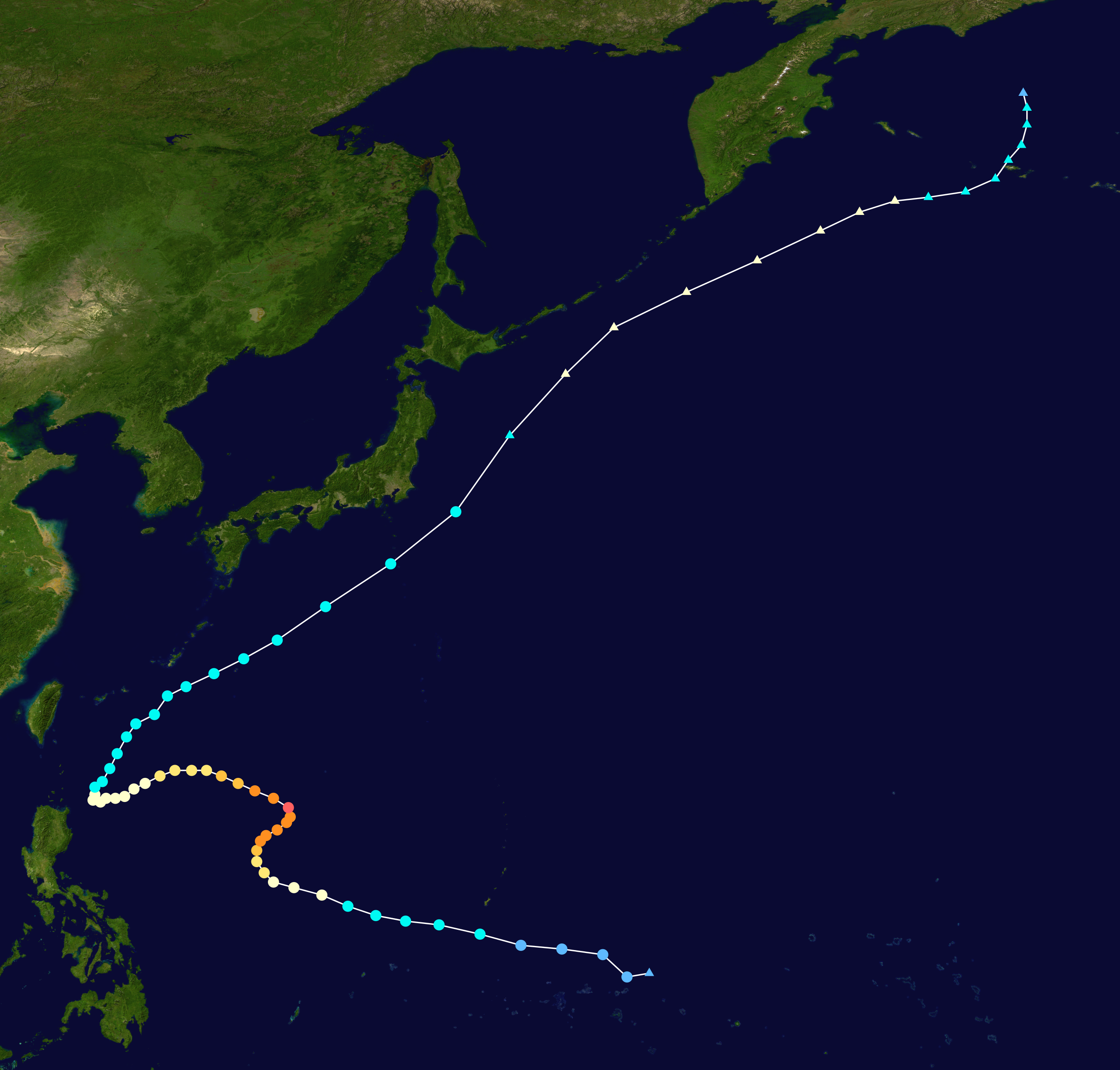
O caminho de Lupit

O tufão Lupit formou-se de uma área de perturbações meteorológicas a oeste-noroeste do Atol de Kwajalein, Ilhas Marshall, e que começou a mostrar sinais de organização em 13 de outubro. Inicialmente, a circulação ciclônica de baixos níveis estava má definida, mas apresentava uma grande região de fluxos de entrada de ar úmido. As áreas de convecção profunda estavam começando a se formar em associação à melhora dos fluxos de saída de altos níveis, estabelecidos pela presença de um anticiclone logo acima da perturbação. Além disso, a perturbação estava localizada sobre águas oceânicas quentes e numa região com pouco cisalhamento do vento, o que proporcionava a contínua organização do sistema. A perturbação ganhou gradualmente organização naquele dia, e no final daquela noite (UTC), o Joint Typhoon Warning Center (JTWC), órgão da Marinha dos Estados Unidos responsável pela monitoração de ciclones tropicais, emitiu um Alerta de Formação de Ciclone Tropical (AFCT) sobre o sistema, o que significava que a perturbação poderia se tornar um ciclone tropical significativo dentro de um período de 12 a 24 horas. No início da madrugada (UTC) de 14 de outubro, a Agência Meteorológica do Japão, agência designada pela Organização Meteorológica Mundial para a monitoração de ciclones tropicais no oceano Pacífico Nordeste, classificou o sistema para uma depressão tropical plena. Poucas horas depois, o JTWC confirmou a previsão e classificou a perturbação para uma depressão tropical, atribuindo-lhe a designação "22W".
A depressão continuou a se organizar e a se intensificar naquele dia enquanto seguia rapidamente para oeste, e se tornou uma tempestade tropical, segundo o JTWC, naquela tarde (UTC), assim que dados obtidos por satélite indicavam que o sistema havia se intensificado ligeiramente. A tendência de intensificação continuava assim que os fluxos de saída de altos níveis se estabeleceram ainda mais em associação a um cavado tropical de alta troposfera, o que levou a formação de novas áreas de convecção profunda. na manhã de 15 de outubro, bandas curvadas de tempestade ficaram evidentes em imagens de satélite, indicando que o sistema estava em pleno desenvolvimento. No início daquela noite, a AMJ também classificou o sistema para uma tempestade tropical, e lhe atribuiu o nome "Lupit", nome que foi submetido à lista de nomes de tufões pelas Filipinas e significa "cruel", "maldade" na língua filipina. Estando numa região com condições meteorológicas excelentes, Lupit começou a se intensificar mais rapidamente naquela noite (UTC). Com isso, a AMJ classificou Lupit para uma tempestade tropical severa na manhã (UTC) de 16 de outubro. Horas mais tarde, um olho começou a ficar visível no centro das áreas de convecção profunda do sistema, detectado inicialmente por imagens de satélite no canal micro-ondas. Isto indicava que a tempestade continuava em pleno desenvolvimento, e se tornou um tufão, segundo o JTWC, ainda naquela manhã. 
Naquele momento, Lupit adentrou a área de responsabilidade da Administração de Serviços Atmosféricos, Geofísicos e Astronômicos das Filipinas (PAGASA), e ganhou o nome filipino "Ramil". Horas mais tarde, a AMJ também classificou Lupit para um tufão. A partir de então, Lupit começou a sofrer rápida intensificação e começou a seguir para noroeste assim que um cavado de médias latitudes se aproximava do tufão. A aproximação deste cavado melhorou ainda mais os fluxos de saída, intensificando ainda mais o tufão, e seu olho começou a ficar mais definido. Mais tarde naquele dia, o movimento de Lupit foi retardado assim que o tufão começou a seguir para norte, e para nordeste assim que o cavado de médias latitudes passava ao norte e a nordeste do sistema. Lupit atingiu seu pico de intensidade na manhã (UTC) de 18 de outubro, assim que o JTWC classificou o sistema para um super tufão, quando os ventos máximos sustentados (1 minuto sustentado) alcançaram 260 km/h, segundo o JTWC. Segundo a AMJ, os ventos máximos sustentados (10 minutos sustentados) alcançaram 175 km/h, e a pressão atmosférica mínima central chegou a 930 mbar.

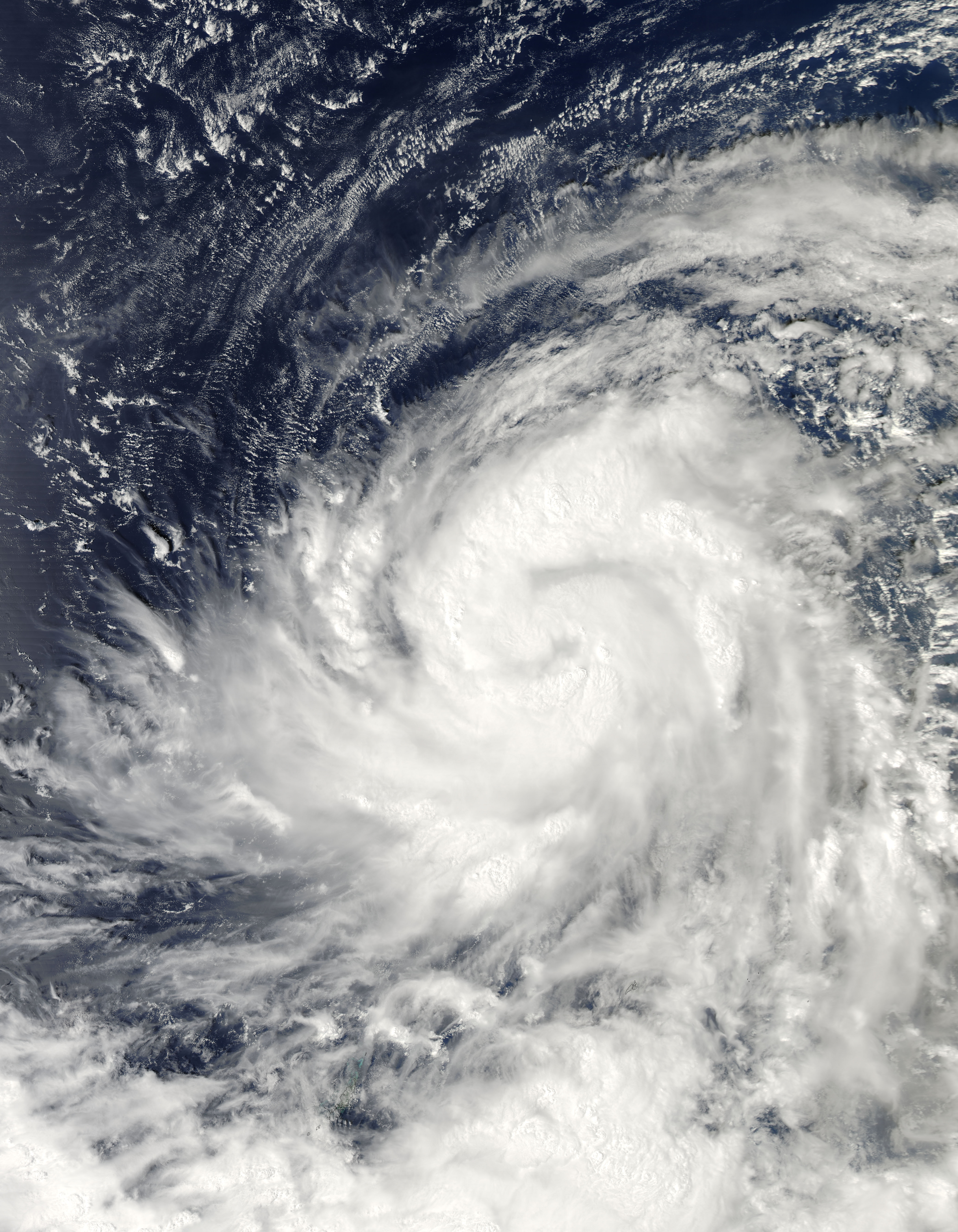
O tufão Lupit em 16 de outubro

Lupit manteve seu pico de intensidade naquele dia assim que voltava a seguir para noroeste assim que o cavado de médias latitudes seguiu para leste e permitiu a reconstrução da alta subtropical, que começou a influenciar o movimento do tufão. A partir da manhã (UTC) de 19 de outubro, Lupit começou a se enfraquecer lentamente assim que os fluxos de saída de altos níveis começaram a ser prejudicados pelo afastamento do cavado de médias latitudes. Com isso, Lupit deixou de ser um super tufão, segundo o JTWC, ainda naquela tarde. Mais tarde naquela noite e na madrugada seguinte, a tendência de enfraquecimento de Lupit se intensificou assim que o tufão começou a se interagir com uma massa de ar mais seco. Além disso, Lupit começou a sofrer um ciclo de substituição da parede do olho, intensificando ainda mais a tendência de enfraquecimento do sistema.
A tendência de enfraquecimento rápido de Lupit foi interrompida na manhã (UTC) de 20 de outubro, assim que o tufão estabeleceu novamente seus fluxos de saída de altos níveis com a formação de um anticiclone de altos níveis de mesoescala. Mesmo assim, Lupit continuou a sofrer a interação de ar mais seco e estável e sucessivos ciclos de substituição da parede do olho e continuou a se enfraquecer mais lentamente. Naquele momento, Lupit começou a seguir para oeste-sudoeste assim que começou a se afetado por uma segunda alta subtropical ao seu noroeste. Lupit voltou a se enfraquecer rapidamente na manhã (UTC) de 22 de outubro assim que o tufão começou a se interagir novamente com ar mais seco e estável. Com isso, o JTWC desclassificou Lupit para uma tempestade tropical no início da madrugada (UTC) de 23 de outubro. Poucas horas depois, a AMJ também desclassificou Lupit para uma tempestade tropical severa. A partir de então, Lupit começou a seguir lentamente para norte, e então para leste-nordeste assim que a alta subtropical ao seu leste tornou-se o elemento meteorológico dominante para o movimento do sistema. Naquele momento, a circulação ciclônica de baixos níveis estava ficando menos definida. Além disso, Lupit começou a ser afetado pelo jato subtropical a partir da tarde de 23 de outubro, desorganizando ainda mais o sistema. Porém, a tendência de enfraquecimento de Lupit foi paralisado assim que os fluxos de saída ficaram mais estabelecidos com a passagem de outro cavado de altos níveis, contrabalanceando os efeitos negativos da entrada de ar seco e os efeitos do jato subtropical sobre o sistema. Os fluxos de saída de altos níveis se estabeleceram ainda mais, levando à intensificação de Lupit em 24 de outubro, mesmo sob condições meteorológicas mais desfavoráveis, como o cisalhamento do vento moderado a forte. No entanto, Lupit voltou a se enfraquecer no dia seguinte assim que o cisalhamento do vento aumentou ainda mais e separou as circulações ciclônicas de baixos e altos níveis, diminuindo significativamente as áreas de convecção profunda associadas. A partir daquela noite (UTC) Lupit começou a se interagir com a zona baroclínica, uma região meteorológica marcada por instabilidade atmosférica, e começou a se tornar um ciclone extratropical. Com isso, o JTWC emitiu seu aviso final sobre Lupit no início da madrugada (UTC) de 26 de outubro. A AMJ ainda manteve Lupit como uma tempestade tropical severa até a manhã (UTC) de 27 de outubro, quando também emitiu seu aviso final sobre o sistema assim que Lupit completou a sua transição para um ciclone extratropical.

## Preparativos e impactos

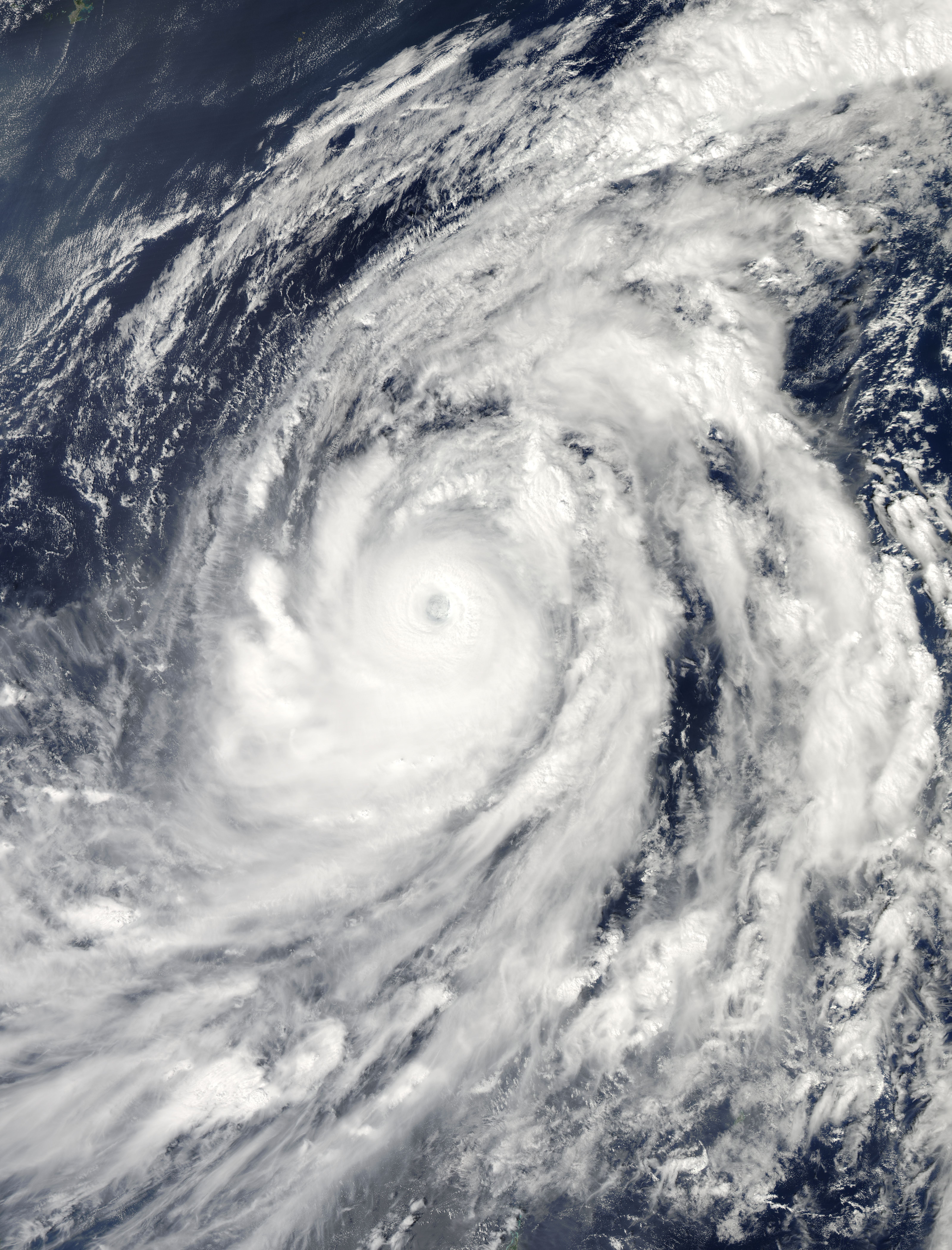
O tufão Lupit em 18 de outubro, perto de seu pico de intensidade

Em 22 de outubro, o governo das Filipinas ordenou a evacuação de várias pessoas da costa norte e de regiões montanhosas do interior da ilha de Luzon como medida preventiva para a chegada prevista de Lupit na região; esta região já havia sido severamente atingida semanas antes pelos tufões Ketsana e Parma. O governo filipino também enviou cerca de 100 toneladas de itens de ajuda humanitária, alimentos e suprimentos médicos para as províncias possivelmente afetadas. Além disso, a UNICEF também enviou cerca de 200.000 dólares em medicamentos, cobertores e comprimidos de purificação de água para aproximadamente 8.000 famílias em quatro localidades distintas de Luzon. Segundo a presidente filipina, Gloria Arroyo, mesmo com as instituições governamentais do país sob pressão devido aos estragos causados pelos tufões anteriores, a polícia e as forças armadas estavam preparadas para uma possível mitigação de um novo desastre natural. O governo dos Estados Unidos também posicionou estrategicamente helicópteros para o trabalho de mitigação do possível desastre.
Em 24 de outubro, sua banda externa de tempestade começou a afetar o nordeste filipino. As fortíssimas ondas causadas pelo tufão arruinaram um dique, forçando a retirada emergencial de 182 pessoas na pequena cidade de Aparri.
Ao todo, mais de 5.200 pessoas de 7 províncias filipinas tiveram que deixar suas residências devido à chegada de Lupit, sendo que cerca de 1.800 tiveram que recorrer aos abrigos emergenciais.